# Phyllocladus hypophyllus
Phyllocladus hypophyllus — вид хвойних рослин родини подокарпових.
Епітет означає «нижче листя» обґрунтування цієї назви неясне.

## Опис
Дерево до 30 м висотою, стовбур без гілля до 8 м, діаметр до 60 см; або кущ 2–3 м висотою. Крона досить широка. Кора чорна, темно-коричнева або червоно-сіра, гладенька. Внутрішня кора зерниста, рожева або коричнева, слабко волокниста. Деревина світло-коричнева, оранжево-коричнева або коричнева, дуже тверда, ароматна; заболонь світло-коричнева, жовтувато-червона, біла. Неповнолітніх рослин листя 5–8 мм завдовжки, а дорослих рослин лускоподібне листя довжиною 2–3 мм. Філоклади темно-зелені або жовтувато-зелені зверху і блискучі, зісподу світліші, іноді сірувато-зелені, змінної форми, на молодих рослинах глибоко розсічені. Пилкові шишки, як правило, ростуть на різних рослинах, ніж шишки, кожна у пазусі листа, жовті, коли молоді, зрілі червоні або рожеві, циліндричні, 12–15 мм завдовжки і 3 мм в діаметрі. Шишки яйцеподібні, яскраво-червоні при дозріванні, а потім висушуються на шкірясті коричневі. Насіння блискуче коричневе, 5–7 мм завдовжки.

## Поширення, екологія
Країни поширення: Бруней-Даруссалам; Індонезія (Молуккські острови, Папуа, Сулавесі); Малайзія (Сабах, Саравак); Папуа Нова Гвінея; Філіппіни. Росте у вологих гірських лісах, іноді від 900 м до лінії дерев, 3200-4000 м.

## Використання
Деревина використовується в основному для цілей домобудівництва, в той час як кора регулярно використовується для покрівлі.

## Загрози та охорона
P. hypophyllus вирубується часто разом з іншими подокарповими і, ймовірно, чисельність знижується. Але цей вид поширений і зустрічається на великих висотах, де дерева набагато менші й збезлісення меншою мірою або навіть не впливає на вид. Цей вид присутній у кількох охоронних районах у всіх частинах ареалу.